# Peseshet
| p | s | S · t |

| p | s | S · t |

Peseshet, que vivió durante la Dinastía IV, se considera a menudo, como la primera mujer médico conocida del Antiguo Egipto y de la historia. Peseshet tenía el título, según el modelo de la administración real, de "supervisora (o superintendente) de las mujeres médico", sin embargo, aunque es lo más probable, no se sabe a ciencia cierta, si ella misma fue médico.
En la mastaba de su hijo (otras versiones hablan de marido), Ajethetep (o Ajethotep), en Guiza, se encontró la estela de Peseshet. Tenía otros títulos como el de "superintendente de las sacerdotisas de la madre del rey" o "directora de las sacerdotisas", que eran elegidas para los ritos funerarios.
Es probable que se hubiese graduado como matrona en la antigua escuela médica de Sais. A pesar de no haberse encontrado ningún término en el Antiguo Egipto que se refiera a la obstetricia, tendría que haber existido, por fuerza. Curiosamente, la Biblia hebrea, aunque no se considere una fuente totalmente fiable de los acontecimientos históricos anteriores al siglo VII a. C., se refiere a las parteras egipcias en el Éxodo 1,15-16:
"El rey de Egipto dio también orden a las parteras de las hebreas: Cuando asistáis a las hebreas, observad bien las dos piedras ..."

## En la ficción
La historia de Peseshet juega un papel clave en la novela de 2009, Ciclo de tormenta de Roy e Iris Johansen, que narra la historia de un arqueólogo que busca las curas y tratamientos que, según la novela, Peseshet había descubierto, y de un investigador cuya única esperanza de salvar a su hermana puede estar en una de estas curas.

## Merit Ptah
En 1938 Kate Campbell Hurd-Mead escribió la historia de Merit Ptah, una supuesta médica egipcia anterior a Peseshet que realmente no existió y que probablemente tenga origen en una confusión de esta con Peseshet. No está claro de dónde sacó Hurd-Mead el nombre de Merit Ptah, pero es posible que se inspirara en Merit Ptah, la esposa del visir Ramose.